# What Goes On (песня Velvet Underground)
«What Goes On» — песня рок-группы The Velvet Underground. Она стала единственным синглом, выпущенным с одноимённого альбома The Velvet Underground 1969 года.
Песня была записана на студии T.T.G. Studios в Голливуде в 1968 году.
Концертная версия песни с Дугласом Юлом на клавишных была включена на двойном живом альбоме 1969: Velvet Underground Live.

## Участники записи
- Лу Рид — вокал, мульти-трековые электро-акустические гитарные партии (включая соло)
- Дуглас Юл — бас партия, Vox Continental транзисторный комбо-орган,[3] бэк-вокальные партии
- Стерлинг Моррисон — мульти-трековые электрогитарные партии (включая соло)
- Морин Такер — ударные

## Кавер-версии
Doctors of Madness исполняли эту песню в живую в 1977—1978 годах. Певец группы Roxy Music — Брайан Ферри исполнял «What Goes On» (с элементами песни «Beginning to See the Light») на своём сольном альбоме 1978 года The Bride Stripped Bare.
Орган рифф из песни «What Goes On» использовался группой Talking Heads в песне «Once in a Lifetime», появившейся на альбоме 1980 года Remain in Light